# 芙蓉镇 (小说)
《芙蓉镇》是古华的一部长篇小说，1981年发表于《当代》杂志，同年11月由人民文学出版社出版。1982年小说获得茅盾文学奖，后来还被改编为同名电影及同名电视剧。该书描绘了湖南南部山区的风土人情，反映社会变迁，批判了投机钻营与麻木不仁的不良风气。

## 情节
湘粤桂三省交界的峡谷平坝里有个小镇，名为芙蓉镇。胡玉音是镇上生意最为兴隆的一个米豆腐摊子的摊主，众人都叫她“芙蓉姐”，她不但人长得俏丽，而且为人善良，性情温顺。因为待客公道热情，胡玉音的米豆腐生意越来越好。镇上有几个食客每日必到胡玉音的米豆腐摊子，他们是粮站主任谷燕山、大队党支部书记黎满庚、专吃白食的“运动根子”王秋赦、“铁帽右派”秦书田。镇里国营饮食店女经理李国香嫉妒胡玉音婉好的容貌和红火的生意，暗中开始了她的“政治调查”。
1964年，胡玉音和丈夫黎桂桂通过辛勤劳动，终于在芙蓉镇盖起了一栋新楼房。这时，已调回县城的李国香突然带领县委四清工作组进驻芙蓉镇，和王秋赦等人在镇里大搞清算运动。胡玉音被迫撤了米豆腐摊子。谷燕山因为每月“盗卖”给胡玉音60斤碎米穀头子，被停职反省。黎满庚曾经是胡玉音的恋人，后因为政治上的压力被迫与胡玉音分手，但暗中一直在保护着胡玉音；现在面对李国香的压力，内心矛盾的他最后还是交出了胡玉音让他代为保管的1500元人民幣。秦书田原为区歌舞团编导，因“隐瞒”自己的右派身份而再次受到批斗并当众罚跪。
胡玉音被迫到外地亲戚家避风，等她回到家里时，丈夫已含冤自杀，自己被划为新富农。胡玉音悲痛欲绝，只有一直佯装疯癫的秦书田在暗中帮助她。在这次四清运动之后，芙蓉镇一片萧条，人与人之间也变得冷漠了。李国香大红大紫，当上了公社书记；王秋赦也加入中国共产党，并取代黎满庚担任了大队党支书；秦书田与胡玉音被罚每天清扫石板街；谷燕山每天借酒浇愁。在接踵而来的运动中，秦书田与胡玉音相濡以沫，渐渐相爱了。最后，秦书田与胡玉音冲破阻力，结合在一起；成亲之夜，他俩又轻轻唱起当年那首《轿夫歌》。因为王秋赦和李国香的私下报复，秦书田和胡玉音被定为反革命犯罪典型而判刑入狱；胡玉音因有身孕，监外执行。秦书田和胡玉音坚贞不屈，相互鼓励着要顽强地活下去。后来在谷燕山的帮助下，难产的胡玉音生下一子。
1978年，中共十一届三中全会召开，秦书田和胡玉音平反昭雪，一家人终于团聚。1979年，芙蓉镇又恢复了勃勃生机，镇上商贩云集，胡玉音又卖起了米豆腐；谷燕山当了镇委书记，忙着清理芙蓉河；秦书田当上了县文化馆副馆长，忙着下乡采风；黎满庚也官复原职；“运动根子”王秋赦却变成了疯子。